# Рогуличний
Рогу́личний (рос. Рогуличный) — селище у складі Первомайського району Алтайського краю, Росія. Входить до складу Сибірської сільської ради.

## Населення
Населення — 418 осіб (2010; 411 у 2002).
Національний склад (станом на 2002 рік):
- росіяни — 96 %